# 特別上告
特別上告（とくべつじょうこく）とは、日本における特別上訴の1つであり、高等裁判所が上告審としていた終局判決や少額訴訟の異議後の判決に対して、その判決に憲法解釈の誤りその他憲法違反があることを理由とした場合に限り行うことができる不服申立てをいう（民事訴訟法327条、380条2項）。
最高裁判所が憲法適合性を審査する最終裁判所である(憲法81条)ことから特別に認められた救済手続である。通常は、いわゆる三審制の過程の最終段階は最高裁判所が担当することから敢えて特別上告の制度を設けずとも最高裁判所が憲法適合性を含めた判断を行う機会が与えられることとなる。ところが、簡易裁判所に提起された民事訴訟などは、高等裁判所にて上告審が担当されることから特別上告の制度が設けられている。
特別上告の理由が原判決の憲法違反に限定されることを除けば、特別上告手続、特別上告審の性格及び特別上告審での審理、特別上告審における判決は、通常の上告のものに準じる。ただし、確定の遮断効はない（民事訴訟法116条）。
刑事訴訟においては、上告審は常に最高裁で行われるため、この制度はない。なお、刑事訴訟に非常上告という制度があるが、こちらは確定判決を破棄するための手続きであり、通常の上告や特別上告とは異なる制度である。